# Peter Schneider (matemático)
Peter Schneider (Karlsruhe, 9 de janeiro de 1953) é um matemático alemão, que trabalha com teoria dos números e geometria aritmética-algébrica.

## Formação e carreira
Schneider obteve um doutorado em 1980 na Universidade de Regensburgo, orientado por Jürgen Neukirch, com a tese Die Galoiscohomologie {\displaystyle p}-adischer Darstellungen über Zahlkörpern. Foi depois professor na Universidade de Colônia; atualmente é professor na Universidade de Münster.
Trabalha dentre outros com a teoria de Iwasawa, valores especiais de funções {\displaystyle L} e representação {\displaystyle p}-ádica (trabalhando nesta última especialmente com Jeremy Teitelbaum).
Em 1992 recebeu o Prêmio Gottfried Wilhelm Leibniz, juntamente com Christopher Deninger, Michael Rapoport e Thomas Zink, por seu trabalho em geometria aritmética-algébrica para a solução de equações diofantinas. Foi palestrante convidado do Congresso Internacional de Matemáticos em Madrid (2006: Continuous representation theory of p-adic Lie groups). Em 2016 foi eleito membro da Academia Leopoldina (Matrikel-Nr. 7679) e da Academia Europaea.

## Obras
- com U. Stuhler: The cohomology of {\displaystyle p}-adic symmetric spaces. Invent. Math. 105 (1991), no. 1, 47–122.
- com U. Stuhler: Representation theory and sheaves on the Bruhat-Tits building. Inst. Hautes Études Sci. Publ. Math. No. 85 (1997), 97–191.
- com J. Teitelbaum: Algebras of {\displaystyle p}-adic distributions and admissible representations. Invent. Math. 153 (2003), no. 1, 145–196.
- p-adic Lie groups, Grundlehren der mathematischen Wissenschaften, Springer Verlag, 2011